# Coptocercus robustus
Coptocercus robustus là một loài bọ cánh cứng trong họ Cerambycidae.